# Evergestis mundalis
Evergestis mundalis là một loài bướm đêm trong họ Crambidae.